# Cryptarius
Cryptarius es un género de peces actinopeterigios de agua dulce, distribuidos por ríos del sureste de Asia.

## Especies
Existen solamente dos especies reconocidas en este género:
- Cryptarius daugueti (Chevey, 1932)
- Cryptarius truncatus (Valenciennes, 1840)